# Jaime Ozores de Prado
Jaime Ozores de Prado, marqués de San Martín de Hombreiro (La Coruña, 17 de julio de 1846 - ibídem, 2 de mayo de 1922), fue un militar y filántropo español.

## Trayectoria
Hijo de Eduardo Ozores Valderrama y hermano de José María Ozores de Prado. Fue coronel de artillería. Vinculado al catolicismo social. Presidió la Real Academia Gallega de Bellas Artes (1901-1922), y promovió la creación del Museo Provincial y de las Escuelas Populares Gratuitas en la Coruña. Fue miembro de la Real Academia Gallega desempeñando el cargo de secretario. Fue coleccionista de arte.

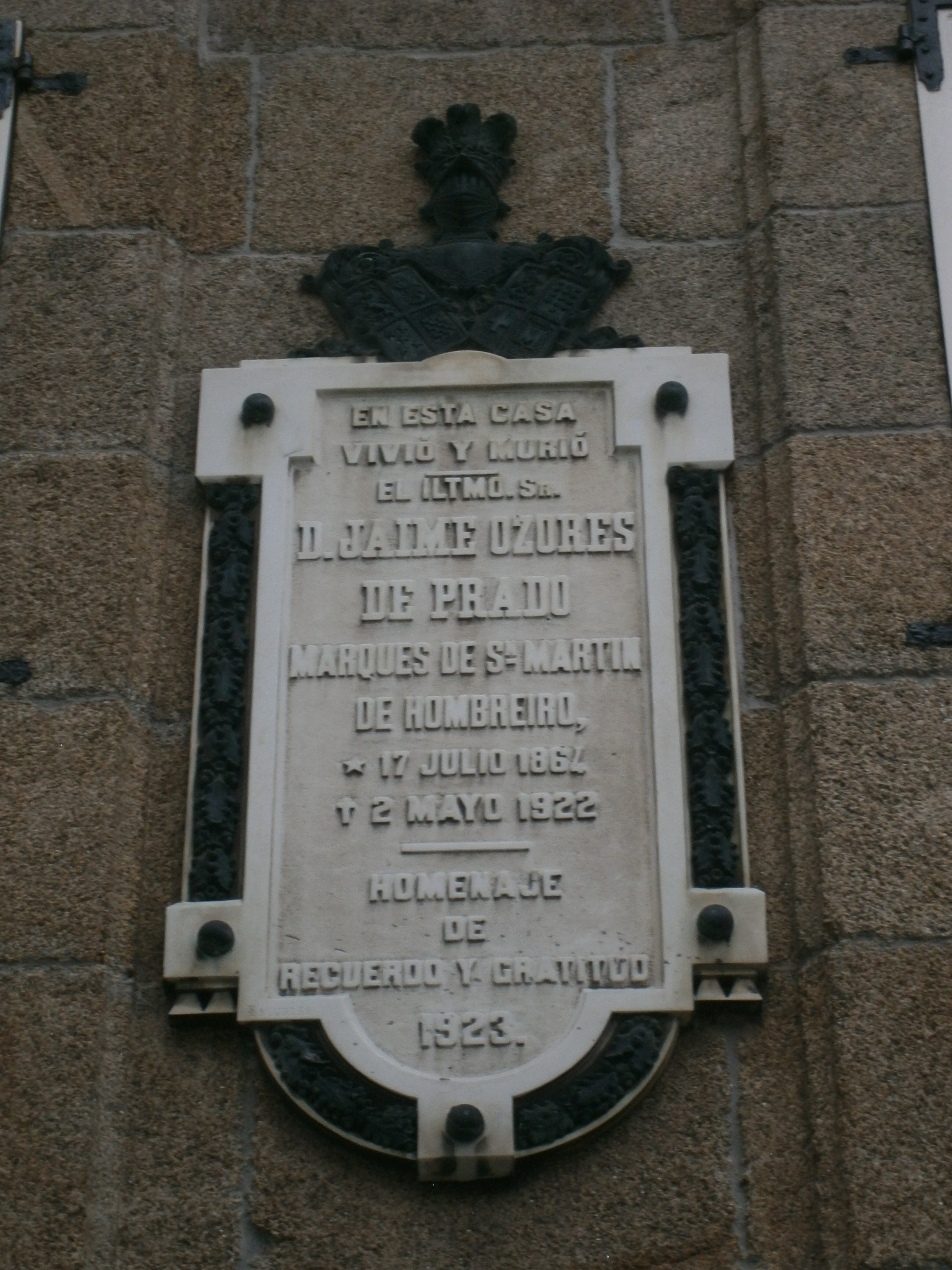
Placa en su residencia en La Coruña.
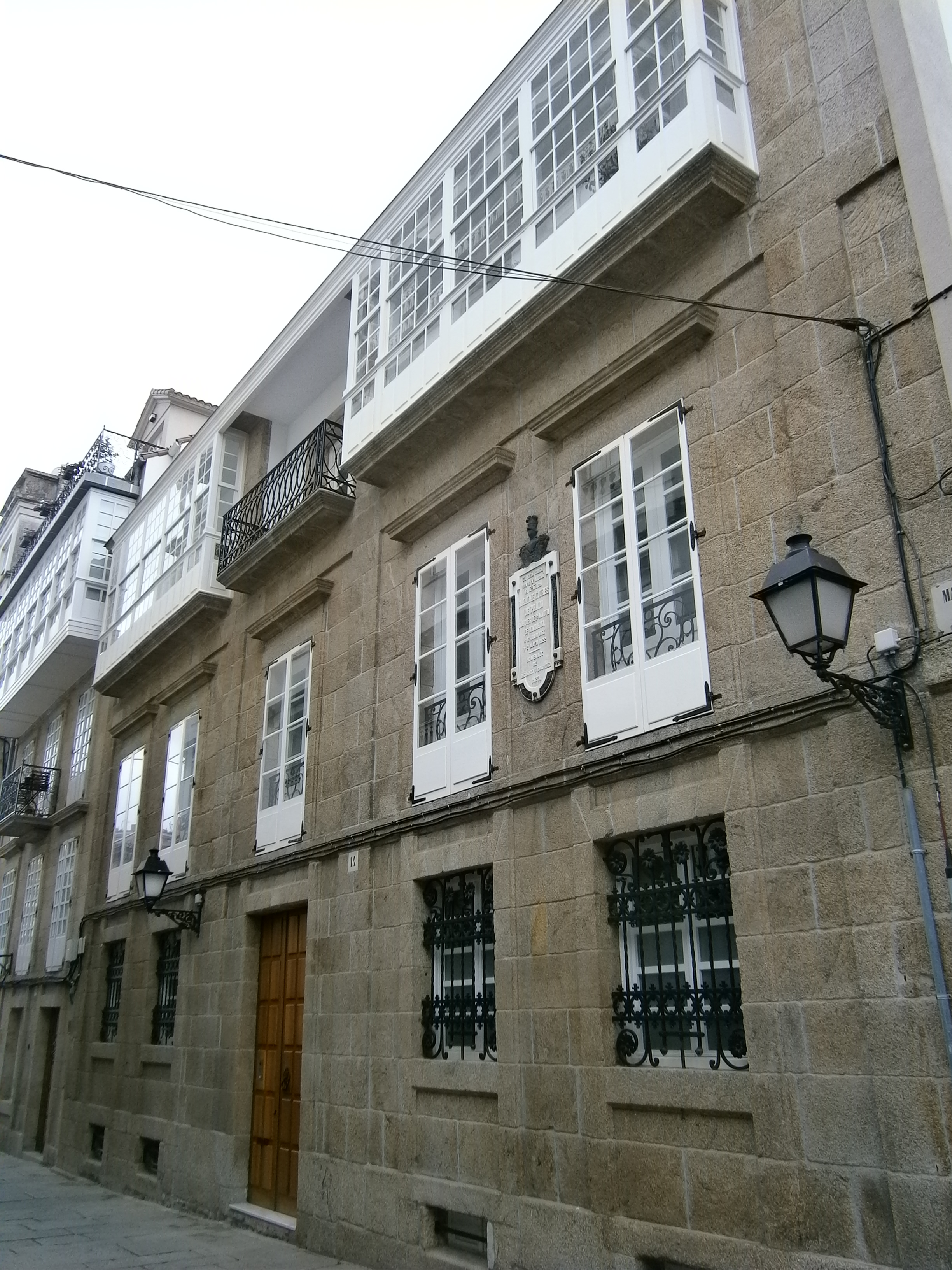
Casa Ozores en la ciudad Vieja de La Coruña.